# Ilona Uhlíková
Ilona Uhlíková, geboortenaam Voštová (Stod, 9 april 1954) is een Tsjechisch voormalig tafeltennisspeelster. Zij werd Europees kampioene enkelspel tijdens haar eerste EK-deelname in Lyon 1968. Op haar laatste Europese kampioenschap in Bern 1980 won ze samen met Milan Orlowski de titel in het gemengd dubbelspel.

## Sportieve loopbaan
Uhlíková won twee Europese titels, maar speelde nog vier EK-finales. In Moskou 1970 bereikte ze namelijk opnieuw de enkelspelfinale, maar verloor hierin haar titel aan Zoja Roednova uit de Sovjet-Unie. Haar titel in het gemengd dubbelspel van 1980 was eerder een sportieve revanche op zichzelf. Vier jaar eerder haalde ze namelijk ook al met Orlowksi de finale in deze discipline, maar moest toen nog buigen voor het Joegoslavische duo Anton Stipančić/Eržebet Palatinuš. Uhlíková bereikte daarnaast twee keer de eindstrijd op een EK in het landentoernooi, met de nationale vrouwenploeg. Dit keer werden beide finales echter verloren, in 1970 van de Sovjet-Unie en in 1978 van Hongarije.
Uhlíková plaatste zich in 1971, 1973 en van 1976 tot en met 1982 voor de Europese Top-12. Haar eerste vier toernooien waren daarbij haar succesvolste, hoewel ze geen van allen goud opleverde. De Tsjecho-Slowaakse bereikte zowel in 1971 als 1976 de finale, maar verloor daarin in eerste instantie van Beatrix Kisházi en vijf jaar later van Ann-Christin Hellman. In zowel 1973 als 1977 won Uhlíková brons.

De Tsjecho-Slowaakse nam van 1967 tot en met 1981 zes keer deel aan de wereldkampioenschappen, wat haar nog tweemaal eremetaal opleverde. In München 1969 betrof dit een bronzen medaille in het enkelspel, in Nagoya 1971 won ze samen met Jitka Karlíková brons in toernooi voor vrouwendubbels. Uhlíková viel met de nationale vrouwenploeg drie keer net buiten de prijzen door vierde te worden.